# Theasca rubrata
Theasca rubrata är en insektsart som beskrevs av Irena Dworakowska 1972. Theasca rubrata ingår i släktet Theasca och familjen dvärgstritar. Inga underarter finns listade i Catalogue of Life.